# Roger De Clerck
Roger De Clerck (Wielsbeke, 27 juli 1924 – Deerlijk, 23 oktober 2015) was een West-Vlaams textielondernemer, bekend van het internationale textielimperium Beaulieu, dat hij ontwikkelde tot een wereldspeler. Hij was controversieel vanwege de fiscale fraudeschandalen waarvan zijn bedrijven beschuldigd werden. Hij werd ook wel "Boer Clerck" genoemd.

## Biografie
Roger De Clerck was de tweede zoon van een vlasboer die de grote herenboerderij Ter Lembeek in Wielsbeke bezat. Zijn twee broers werden priester. Hij was een neef van minister Albert De Clerck (vader van politicus Stefaan De Clerck) en de broer van Marie-Thérèse De Clerck, echtgenote van Willy De Nolf, de oprichter van mediabedrijf Roularta.
In 1951 huwde hij met Anne-Marie Hanssens uit Gullegem. Ze kregen zes kinderen: Jan, Luc, Mieke, Francis, Dominiek en Ann.
De Clerck zou normaliter de boerderij van zijn vader overnemen, maar de vlasmarkt stortte rond deze periode in elkaar. Noodgedwongen moest hij een andere bron van inkomsten zoeken. Hij besloot weefgetouwen te plaatsen bij kleine zelfstandige wevers en werd politiek actief bij de CVP. Zijn medestander Noël Demeulenaere werd burgemeester van Wielsbeke. De Clercks nieuwe onderneming groeide goed en hij begon ook tapijten te vervaardigen. In 1959 stichtte hij het tapijtbedrijf Beaulieu, dat in enkele decennia uitgroeide tot een internationaal imperium.
Er ontstonden heel wat interne strubbelingen tussen de kinderen over de opvolging. Hierom verdeelde De Clerck in 1991 zijn imperium onder hen. Jan De Clerck kreeg Domo, Luc werd bestuurder van Berry Group, Mieke van Associated Weavers, Francis kreeg Ideal Group, Beaulieu Kruishoutem was voor Ann en Dominiek ten slotte kreeg Ter Lembeek. Vijf van de zes kinderen hielden hun hoofdzetel in België, enkel Mieke trok naar de VS met haar bedrijf.
In 1992 werd de familie door een persoonlijke tragedie getroffen toen Jan De Clercks destijds 11-jarige zoon Anthony De Clerck werd ontvoerd door de bende van Danny Vanhamel. Er werd een losgeld van 250 miljoen Belgische frank geëist. Een maand later werd hun zoon levend en wel teruggevonden en de bendeleden achter slot en grendel geplaatst.
Tijdens de jaren 1990 en 2000 kreeg het bedrijf meer en meer te kampen met concurrentie vanuit het buitenland. In 2005 fuseerden vier takken van het bedrijf, zonder Domo (omdat Jan in ongenade was gevallen) en Beaulieu in America (dat Mieke liever onafhankelijk hield), tot de Beaulieu International Group. Deze is nog steeds de grootste West-Europese tapijtengroep. Stilaan zat niemand van de familie nog in het dagelijks bestuur van de nieuwe groep en sinds oktober 2005 trok ook Roger De Clerck zelf zich terug.
Roger De Clerck overleed op 23 oktober 2015 op 91-jarige leeftijd te Deerlijk, waar hij sedert 1991 woonde op een landgoed met riante villa.

## Schandalen
In 1987 kwam Roger De Clerck voor het eerst in contact met het gerecht. Hij werd ervan verdacht aanzienlijke kapitalen uit zijn bedrijven naar het buitenland te hebben versast onder het mom van commissielonen. Er werd een geldstroom van zo'n 1,5 à 2 miljard Belgische frank getraceerd. De Clerck werd schuldig verklaard, maar kreeg opschorting van straf omdat zijn sociale positie en de werkgelegenheid van zijn personeel hiermee in het gedrang zouden komen.
In 1989 zaten Jan en Dominiek De Clerck, samen met vijf kaderleden, een week in de cel in Groot-Brittannië omdat ze hun tapijten deels in zwart geld zouden hebben verkocht. Het geld zou via koeriers tussen de bagage en kledij naar België gesmokkeld zijn geweest. Twee jaar later kocht Vader De Clerck zijn zoons met 2 miljoen euro af, zonder dat er een veroordeling van kwam.
In 1997 werden Jan De Clerck en zijn vrouw Martine Van De Weghe gearresteerd. Jan had via een kennis, Ronny Verhoeven, bankier bij de Generale Bank in Sint-Niklaas via valse commissielonen en rekeningen zwart geld laten versluizen. Verhoeven bekende in september 1997 de fraude. In april 1998 was Jan De Clerck gedwongen hetzelfde te doen. Hij en zijn vrouw gaven de fraude toe en betaalden 2,5 miljoen euro aan schikking. Een jaar later betaalden ze nog eens een miljoenenbedrag (volgens sommige bronnen 50 miljoen euro) om achterstallige personenbelastingen en vennootschapsbelastingen te betalen. Deze daad veroorzaakte een breuk tussen hen en de rest van de familie.
De overige familieleden bleven hun onschuld staande houden. Roger De Clerck zelf werd verdacht van schriftvervalsing, bendevorming en inbreuken op de wetgeving voor vennootschapsbelasting. Ook zou hij onderzoeksrechters en onderzoekers hebben proberen om te kopen of te compromitteren. De onderzoekers waren ervan overtuigd dat de Beaulieu-groep jarenlang valse commissielonen had uitbetaald aan de Libanese familie Khatchadourian. Zij traden officieel op als tussenpersonen voor de verkoop in onder meer het Midden-Oosten en Rusland, maar zouden volgens de onderzoekers gewoon stromannen zijn. Hun commissielonen op de verkochte producten zouden bedoeld zijn geweest om de winst van de Beaulieu-vestigingen af te romen en kwamen in de vormen van leningen, investeringen of zwart geld terug naar de familie De Clerck.
De zaak-Beaulieu bleef jarenlang aanslepen. Begin 2013 was de zaak nog steeds niet uitgeklaard. en bleef de fiscus met de vennootschap in dispuut.
In april 2014 werd bekend dat een nieuw onderzoek aan de gang was over witwaspraktijken via een Luxemburgse vennootschap. Aandelen die behoorden aan de Libanees Khatchadourian, van wie de fiscus vermoedt dat het om een stroman ging, werden overgedragen aan de familie De Clerck.

## Reputatie
Ondanks zijn grote verwezenlijkingen in de bedrijfswereld werd De Clerck in de media vaak "Boer Clerck" genoemd, afgeleid van zijn landbouwersafkomst, zijn simpele gedrag en het feit dat hij zich altijd in zijn lokale West-Vlaamse dialect uitdrukte. Zelf verafschuwde hij deze bijnaam. Hij stond ook bekend om het feit dat hij als bedrijfsleider de touwtjes strak en streng in handen hield en meedogenloos was tegenover de concurrentie.
Toen De Clerck tijdens de jaren 70 eens merkte dat veel van zijn gastarbeiders geen Nederlands spraken, stond hij erop dat ze allemaal de taal leerden. Daarnaast had hij een afkeer van langharige werknemers of werknemers met een baard en dwong hen zich te scheren.
In 1999, op zijn 75e verjaardag, kwam hij in het nieuws nadat hij wereldberoemde politici in zijn tuin uitnodigde, zoals Margaret Thatcher en George H.W. Bush. Michail Gorbatsjov was ook uitgenodigd, maar moest afzeggen na gezondheidsproblemen van zijn vrouw Raisa Gorbatsjova die dat jaar ook overleed. De in ongenade gevallen zoon, Jan De Clerck, was niet uitgenodigd.